# Tâtre
Pour les articles homonymes, voir Tâtre (homonymie).
Le Tâtre est un ruisseau du sud-ouest de la France, arrosant les départements de la Charente et de la Charente-Maritime (région Nouvelle-Aquitaine). C'est un affluent en rive gauche du Trèfle, c'est-à-dire un sous-affluent de la Charente par la Seugne.

## Géographie
D'une longueur de 20,1 kilomètres, le Tâtre prend sa source dans la commune de Touvérac, dans le département de la Charente, à 140 mètres d'altitude, entre les lieux-dits Font Gravelle, chez Lutard et les Champs Tardon, et à moins d'un kilomètre à l'est de la source du Trèfle, sa rivière confluente.

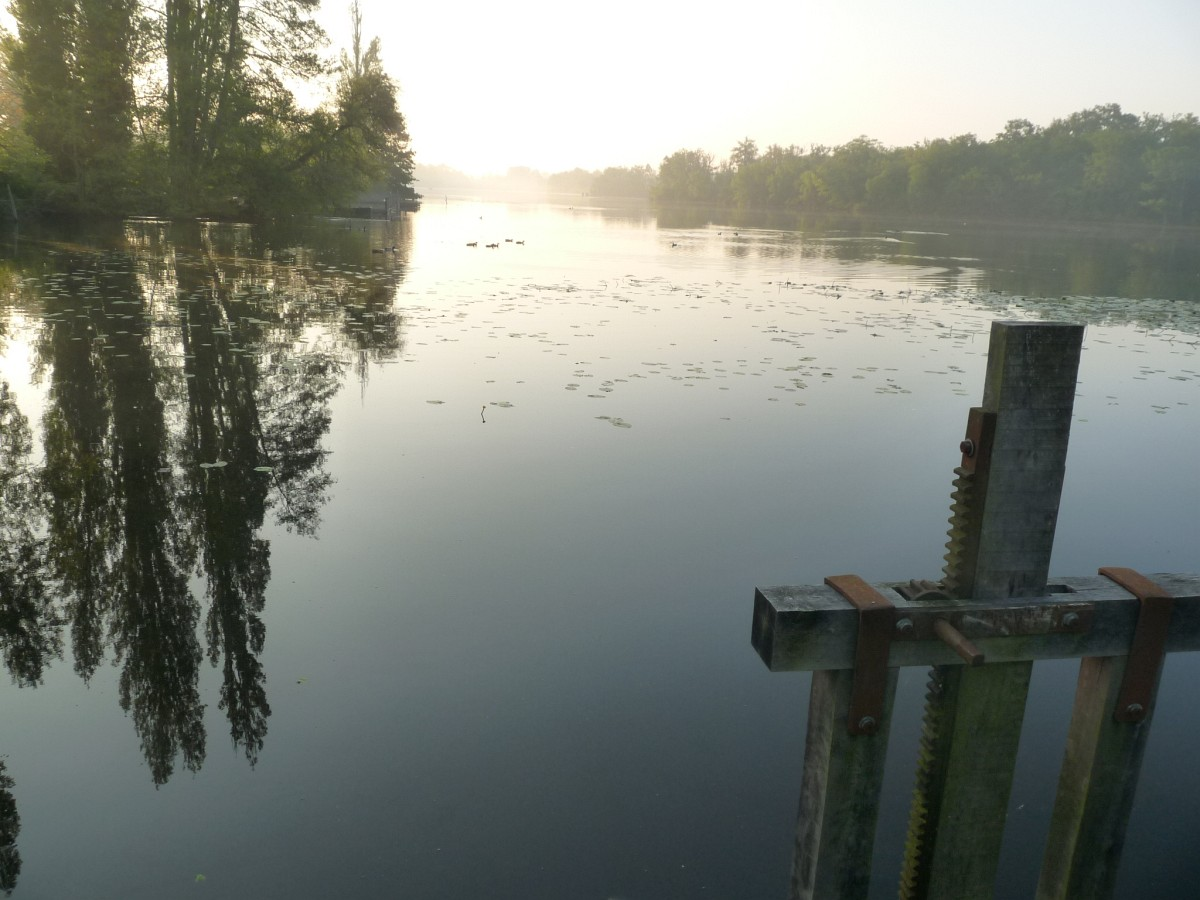
L'étang de Saint-Maigrin au petit matin

Le Tâtre coule globalement du sud-est vers le nord-ouest en suivant le relief et, en limite du département de la Charente-Maritime, il traverse l'étang de Saint-Maigrin  ainsi que le gué de Lonzac.
Il conflue dans la commune d'Allas-Champagne, en Charente-Maritime, à 41 mètres d'altitude, entre les lieux-dits chez Pommeraud, chez Nocent et chez Caron.

## Communes et cantons traversés
Dans les deux départements de Charente et Charente-Maritime, le Tâtre traverse onze communes et quatre cantons :
- dans le sens amont vers aval : Touvérac (source), Le Tâtre, Montchaude, Baignes-Sainte-Radegonde, Lamérac, Saint-Maigrin, Saint-Germain-de-Vibrac, Saint-Ciers-Champagne, Champagnac, Meux, Allas-Champagne (confluence).

Soit en termes de cantons, le Tâtre prend source dans le canton de Baignes-Sainte-Radegonde, traverse les canton de Barbezieux-Saint-Hilaire, canton de Jonzac, conflue dans le canton d'Archiac, le tout dans les deux arrondissement de Cognac et arrondissement de Jonzac.

## Affluents
Le Tâtre a seize tronçons affluents référencés dont cinq bras.

## Écologie

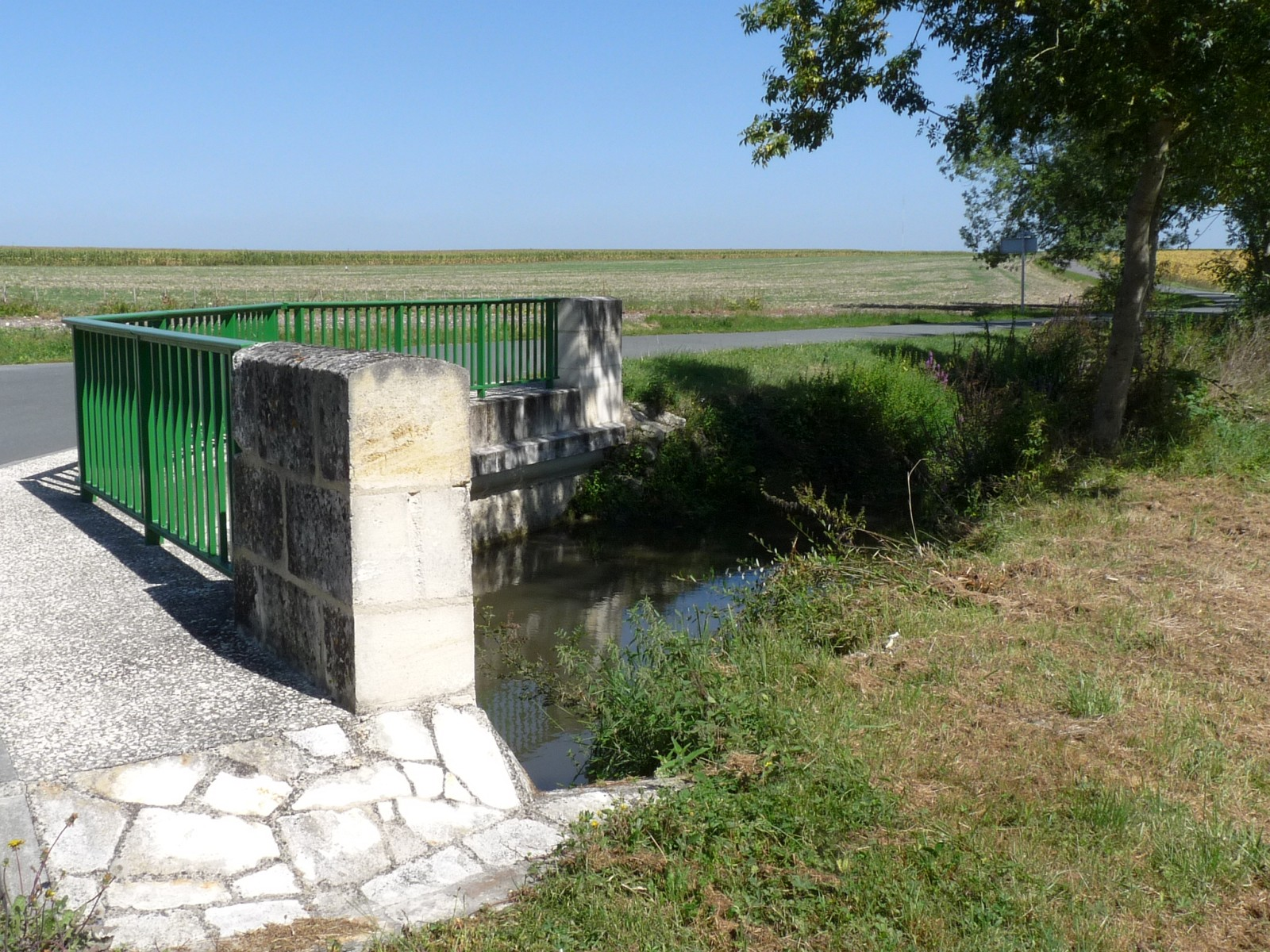
Le Tâtre à Saint-Germain-de-Vibrac.

Une station qualité est implantée sur la commune d'Allas-Champagne

## Toponyme
Le ruisseau le Tâtre a donné son hydronyme à la commune du Tâtre qui appartient au canton de Baignes-Sainte-Radegonde, dans le département de la Charente. 

## Étymologie
Les formes anciennes sont Trasta, non daté, aquam Trasti vers 1215.
La signification du nom du ruisseau est liée directement à son lieu de source, cette dernière naissant sur les hauteurs d'un tertre. Ce site d'origine gallo-romaine proviendrait d'une expression latine termitem limitis[Information douteuse] c'est-à-dire « une butte ou un monticule portant une borne marquant une limite de territoire ».
Il est d'ailleurs appelé Tartre sur la commune de Saint-Maigrin.